# Las Infamias
Las Infamias är en ort i Mexiko.   Den ligger i kommunen Angostura och delstaten Sinaloa, i den västra delen av landet, 1 100 km nordväst om huvudstaden Mexico City. Las Infamias ligger 13 meter över havet och antalet invånare är 125.
Terrängen runt Las Infamias är mycket platt. Runt Las Infamias är det ganska glesbefolkat, med 43 invånare per kvadratkilometer. Närmaste större samhälle är Angostura, 9,3 km nordost om Las Infamias. Trakten runt Las Infamias består till största delen av jordbruksmark.